# Austroagallia torrida
Austroagallia torrida är en insektsart som beskrevs av Evans 1935. Austroagallia torrida ingår i släktet Austroagallia och familjen dvärgstritar. Inga underarter finns listade i Catalogue of Life.